# 斯蒂姆 (亞利桑那州)
斯廷（英語：Steam）是位於美國亞利桑那州尤馬縣的一個非建制地區。該地的面積和人口皆未知。

## 地理
斯廷的座標為32°43′40″N 114°42′03″W / 32.72778°N 114.70083°W，而該地的平均海拔高度為41米（即135英尺）。